# Kim Ji-hyun
Kim Ji-hyun (hangul: 김지현; rr: Gim jihyeon; 2 de janeiro de 1982)  é uma atriz sul-coreana. Ela é alumni da Universidade Nacional de Artes da Coreia, do Departamento de Atuação.  Ela fez sua estreia como atriz em 2006, e, desde então, ela apareceu em vários musicais, filmes e séries de televisão.  Ela é conhecida por seus papéis em The Smile Has Left Your Eyes (2018) e Justice (2019). Já atuou em filmes como: Solace (2006), A Little Pond (2009), entre outros. 

## Carreira

### Estreia
Depois de se formar na Universidade Nacional de Artes da Coreia, Kim Ji-hyun fez sua estreia em 2004 como membro do Teatro Ganda, formado por ex-alunos de sua universidade.  Ela fez sua estreia como atriz aparecendo na peça Mirror Princess Pyeonggang Story em 2004.
Kim iniciou seu primeiro trabalho de peça musical comercial em 2007 com Finding Kim Jong-wook. Kim já havia participado desse musical quando foi apresentado em sua universidade alguns anos antes. Esse musical foi o primeiro trabalho que Kim fez quando ela estava fazendo um workshop na escola.
Ela fez sua estreia no cinema em 2006 com o filme Solace.   Ela é atualmente afiliada à agência de talentos Vibe Actors. 

### 2020–presente: Aumento da popularidade e papéis principais
Em 2020 ela apareceu na série de TV Backstreet Rookie, já em 2021 ela foi escalada para outra série, Artificial City.
Em 2022, Kim apareceu em seu primeiro papel principal ao lado de Son Ye-jin e Jeon Mi-do na série de TV da JTBC, Thirty-Nine, um drama romântico sobre três amigas.  No mesmo ano Kim apareceu na capa da edição de março da revista The Musical, com o elenco de Let Me Fly, musical que retrata uma história de viagem no tempo do protagonista Namwon, que sonhava em se tornar estilista em 1969. A partir de 22 de março, ela seria vista como sua personagem, Seon-hee, nessa capa. 

## Filmografia

### Filmes
| Ano  | Título        | Papel      | Notas         | Ref.   |
| ---- | ------------- | ---------- | ------------- | ------ |
| 2006 | Solace        | Lee Mi-ran | Papel pequeno | [ 10 ] |
| 2009 | A Little Pond | Hyun       |               | [ 10 ] |
| 2021 | The Box       | Na-na      |               | [ 10 ] |

### Séries de televisão
| Ano  | Título                       | Papel          | Notas                    | Ref.   |
| ---- | ---------------------------- | -------------- | ------------------------ | ------ |
| 2008 | Cooking up Romance           | Kim Mi-sun     |                          | [ 11 ] |
| 2010 | Jejungwon                    | Chwi-ran       |                          | [ 10 ] |
| 2010 | My Sister's March            | Heo Yang-mi    |                          | [ 10 ] |
| 2014 | I'm Dying Soon               | Min-hee        | Especial de Drama (ep.6) | [ 10 ] |
| 2018 | The Smile Has Left Your Eyes | Jang Se-ran    |                          | [ 10 ] |
| 2019 | Justice                      | Cha Nam-sik    |                          | [ 12 ] |
| 2019 | Romance is a Bonuk Book      | Entrevistadora | Cameo (Ep. 1, 3, 11, 12) |        |
| 2020 | Backstreet Rookie            | Choi Dae-soon  |                          |        |
| 2021 | Hometown Cha-Cha-Cha         | Kim Seon-ah    | Cameo (Ep. 14, 15)       | [ 13 ] |
| 2021 | Artificial City              | Lee Joo-yeon   |                          | [ 14 ] |
| 2022 | Thirty-Nine                  | Jang Joo-hee   | Papel principal          | [ 15 ] |

### Webséries
| Ano  | Ano    | Título  | Papel | Notas | Ref.   |
| ---- | ------ | ------- | ----- | ----- | ------ |
| 2023 | D.P. 2 | Seo-eun |       |       | [ 16 ] |

## Teatro

### Musicais
| Ano         | Título                                      | Papel                          | Ref.   |
| ----------- | ------------------------------------------- | ------------------------------ | ------ |
| 2004        | The Mirror Princess Pyeonggang Story        | Yeon-i                         |        |
| 2006–2007   | Finding Mr. Destiny                         | Mulher                         |        |
| 2007–2013   | Finding Mr. Destiny                         | Mulher                         |        |
| 2009        | Finding Mr. Destiny                         | Mulher                         |        |
|             | Finding Mr. Destiny                         | Mulher                         |        |
| 2009–2010   | Spring Awakening                            | Mulher Adulta                  |        |
| 2010        | Crown Prince's Disappearance                | Jung-jeon                      |        |
| 2010        | Crown Prince's Disappearance                | Jung-jeon                      |        |
| 2011        | Finding Mr. Destiny Handsome Party Season 3 | Mulher                         |        |
| 2012        | Caffeine                                    | Kim Se-jin                     |        |
| 2012        | Bungee Jump                                 | Tae-hee                        |        |
| 2013–2014   | Pungwolju                                   | Rainha Jin-seong               |        |
| 2014        | Caffeine                                    | Kim Se-jin                     |        |
| 2014–2015   | Those Days                                  | Geunyeo                        |        |
| 2014–2015   | Love Letter                                 | Itsuki Fujii e Hiroko Watanabe |        |
| 2015        | Those Days - Daegu                          | Geunyeo                        |        |
| 2015        | Those Days - Daegu                          | Geunyeo                        |        |
| 2015        | Those Days - Daegu                          | Geunyeo                        |        |
| 2015        | Those Days - Daegu                          | Geunyeo                        |        |
| 2015        | Those Days - Daegu                          | Geunyeo                        |        |
| 2016        | Go with God                                 | Kiara                          |        |
| 2016        | Those Days                                  | Geunyeo                        |        |
| 2016        | Hi! UFO                                     | Yoo Kyung                      |        |
| 2016        | Those Days - Daegu                          | geunyeo                        |        |
| 2016        | Those Days - Daegu                          | geunyeo                        |        |
| 2016        | Those Days - Daegu                          | geunyeo                        |        |
| 2016        | Those Days - Daegu                          | geunyeo                        |        |
| 2017        | Those Days                                  | Geunyeo                        |        |
| 2017        | Those Days                                  | Geunyeo                        |        |
| 2017-2018   | Hourglass                                   | Yoon Hye-Rin                   |        |
| 2018        | Hourglass                                   | Yoon Hye-Rin                   |        |
| Bungee Jump | Tae-hee                                     |                                |        |
| 2018–2019   | Pungwolju                                   | Rainha Jin-seong               |        |
| 2019        | Woman's Eye                                 | Yoon Yeo-ok                    |        |
| 2019–2020   | Sweeney Todd                                | Lady Lovett                    |        |
| 2020        | Woman's Eye                                 | Yoon Yeo-ok                    |        |
| 2020        | Let Me Fly                                  | Seon-hee                       |        |
| 2021        | O Homem de La Mancha                        | Aldonza Lorenzo                |        |
| 2021        | O Homem de La Mancha                        | Aldonza Lorenzo                | [ 18 ] |
| 2021        | O Homem de La Mancha                        | Aldonza Lorenzo                |        |
| 2021        | O Homem de La Mancha                        | Aldonza Lorenzo                |        |
| 2022        | Let Me Fly                                  | Seon-hee                       | [ 19 ] |

### Peças
| Ano       | Título                                                                             | Papel                   | Ref.   |
| --------- | ---------------------------------------------------------------------------------- | ----------------------- | ------ |
| 2005      | Dry and Worn Out                                                                   |                         |        |
| 2007      | The Mask                                                                           | Do-dam                  |        |
| 2007      | Annapurna in My Heart                                                              | Mãe                     |        |
| 2007      | You loved him                                                                      | Mi-young                |        |
| 2008      | Let's go! Third, "Annapurna in My Heart"                                           | Mãe                     |        |
| 2010      | B Word                                                                             |                         |        |
| 2010      | The Story of Yang Deok-won                                                         | Na-young                |        |
| 2010      | The Story of Yang Deok-won                                                         | Na-young                |        |
| 2013–2014 | Almost Maine                                                                       | Glory, Garçonete, Gayle |        |
| 2014      | The Cosmonaut's Last Message to the Woman He Once Loved in the Former Soviet Union | Natasha                 |        |
| 2014      | Theatre's Heated Battle 5 - The Pride                                              | Sylvia                  |        |
| 2015      | Speaking in Tongues                                                                | Jane & Sarah            |        |
| 2015      | Capone Trilogy                                                                     | Lady                    |        |
| 2015      | Late Autumn                                                                        | Anna                    |        |
| 2015      | The Curious Incident of the Dog in the Night-Time                                  | Professora Shioban      |        |
| 2016      | Almost Maine                                                                       | Glory, Garçonete, Gayle |        |
| 2016–2017 | Bunker Trilogy                                                                     | Soldada 4               |        |
| 2017      | The Pride                                                                          | Sylvia                  |        |
| 2018      | Capone Trilogy                                                                     | Lady                    |        |
| 2019      | Orgulho e Preconceito                                                              | A1                      | [ 20 ] |
| 2020      | Orgulho e Preconceito                                                              | A1                      |        |
| 2022      | Heal the Living                                                                    | Mulher                  | [ 21 ] |

## Prêmios e indicações
| Cerimônia de premiação                     | Ano       | Categoria                          | Nomeado/ Trabalho                                 | Resultado | Ref.          |
| ------------------------------------------ | --------- | ---------------------------------- | ------------------------------------------------- | --------- | ------------- |
| APAN Star Awards                           | 2022      | Melhor Atriz Coadjuvante           | Thirty-Nine                                       | Indicado  | [ 22 ]        |
| Interpark Golden Ticket Awards             | 2015      | Melhor Atriz em Peça               | Speaking in Tongues, Capone Trilogy               | Venceu    | [ 23 ] [ 24 ] |
| Interpark Golden Ticket Awards             | 2016      | Melhor Atriz em Peça               | Capone Trilogy                                    | Indicado  | [ 25 ]        |
| Interpark Golden Ticket Awards             | 2017–2018 | Melhor Atriz em Peça               | The Pride                                         | Indicado  | [ 26 ]        |
| Interpark Golden Ticket Awards             | 2018–2019 | Melhor Atriz em Peça               | Capone Trilogy                                    | Indicado  | [ 27 ]        |
| Stage Talk Audience's Choice Awards (SACA) | 2015      | Melhor Atriz de Teatro             | Speaking in Tongues, Capone Trilogy               | Venceu    | [ 28 ]        |
| Stage Talk Audience's Choice Awards (SACA) | 2016      | Melhor Atriz de Teatro             | All Most Main, Capone Trilogy                     | Indicado  | [ 29 ]        |
| Stage Talk Audience's Choice Awards (SACA) | 2016      | Melhor Atriz Coadjuvante de Teatro | The Curious Incident of the Dog in the Night-Time | Indicado  |               |
| Stage Talk Audience's Choice Awards (SACA) | 2017      | Melhor Atriz Coadjuvante de Teatro | The Pride                                         | Indicado  |               |
| Stage Talk Audience's Choice Awards (SACA) | 2018      | Melhor Atriz de Teatro             | Capone Trilogy                                    | Indicado  |               |
| Stage Talk Audience's Choice Awards (SACA) | 2019      | Melhor Atriz de Teatro             | Orgulho e Preconceito                             | Indicado  |               |
| 7° Miryang Summer Performing Arts Festival | 2007      | Melhor Atriz                       | Kim Ji-hyun                                       | Venceu    | [ 30 ]        |